# Bogdan Juratoni
Bogdan Juratoni est un boxeur roumain né le 17 juin 1990 à Deva.

## Carrière
Sa carrière amateur est marquée par une médaille de bronze aux championnats du monde de Bakou en 2011 dans la catégorie poids moyens.

## Palmarès

### Jeux olympiques
- Qualifié pour les Jeux de 2012, à Londres, Royaume-Uni

### Championnats du monde amateur de boxe
- Médaille de bronze en -75 kg en 2011 à Bakou, Azerbaïdjan